# Megarthrus mahnerti
Espèce
Megarthrus mahnerti est une espèce de coléoptères de la famille des Staphylinidae et de la sous-famille des Proteininae.

## Répartition et habitat
Cette espèce est décrite du Kenya et de Tanzanie.

## Étymologie
Cette espèce est nommée en l'honneur de Volker Mahnert.